# Séroneutralisation par réduction des plages de lyse
Le test de séroneutralisation par réduction des plages de lyse permet de quantifier le titre d'anticorps neutralisants contre un virus.
L'échantillon de sérum, ou la solution d'anticorps, à tester est diluée et mélangée à une suspension virale. Le tout est ensuite incubé, afin de permettre à l'anticorps de réagir avec le virus, puis réparti sur une culture cellulaire de l'hôte du virus. La surface du tapis cellulaire est couverte par une couche d'agar-agar ou de carboxyméthylcellulose, ce qui empêche le virus de se répandre de façon indiscriminée dans la culture cellulaire. La concentration du virus en unité formant plages (UFP) (en) peut être estimée par le nombre de plages (ou plaques : régions de cellules infectés) après quelques jours. Selon le virus, les unités formant plages sont mesurées par observation microscopique, anticorps fluorescent ou après l'usage de colorants spécifiques qui réagissent avec les cellules infectées.
La concentration de sérum nécessaire pour réduire le nombre de plaques de 50% (PRNT50) par rapport au virus seul donne la mesure de la quantité d'anticorps et de leur efficacité.
Cette technique est actuellement considérée comme étant de référence pour la détection et la mesure d'anticorps pouvant neutraliser des virus à l'origine de beaucoup de pathologies,. Elle a une sensibilité plus grande que d'autres tests comme l'hémagglutination et de nombreuses techniques immuno-enzymatiques commerciales, sans compromettre la spécificité.
Ce test est cependant relativement encombrant et surtout plus long (quelques jours) que les kits commerciaux de techniques immuno-enzymatiques, qui donnent des résultats plus rapidement (quelques minutes à quelques heures).